# 777-es híd
A 777-es híd (orosz nyelven: Мост «777») vegyes rendeltetésű, közúti és vasúti híd Oroszország ázsiai részén, a Jenyiszejen, a dél-szibériai Krasznojarszkban. 
Nevezik még „három hetes híd”-nak és „Korkinszkij híd”-nak is (Korkinói híd, a közeli Korkino település neve után).

## Ismertetése
A Krasznojarszk északkeleti szélén tervezett elkerülőút részeként épült. A bal parti Szovjetszkij kerület határán vezető utat köti össze a jobb parton lévő Leninszkij kerülettel. Építése 1979-ben kezdődött. Eredetileg vasúti hídnak szánták, és az építkezés során született a döntés, hogy a vasúti pályát közúti pályával egészítik ki. 
A híd 1984-ben készült el, de mivel stratégiai jelentőségű, sőt titkos objektum volt, egy ideig még nem használták, háború esetére tartották fenn. A műszaki terveken a hidat 777-es számmal jelölték, és későbbi (1986-os?) megnyitása után is így nevezték.
A híd két részből: egy közúti pályából és egy egyvágányú vasúti pályából áll, a két rész közös pilléreken fekszik. A pilléreket két vasúti pályával számolva építették, de végül csak az egyik vasúti pálya készült el.
A híd hossza 602 m, szélessége 11,5 m; más forrás szerint azonban kb. 700 m hosszú és közúti része kb. 20 m széles.
Miután 2008-ban átadták a Jenyiszejen valamivel északabbra átívelő krasznojarszki elkerülőút hídját, a 777-es híd jelentősége a közúti áruszállításban csökkent. Fő rendeltetése továbbra is a vasúti teherforgalom biztosítása a Jenyiszejen át Krasznojarszk-Vosztocsnij rendező pályaudvar felé (felől), elkerülve a város központi pályaudvarát.